# JuJu
JuJu je četrti studijski album ameriškega jazz saksofonista Wayna Shorterja, ki je izšel julija 1965 pri založbi Blue Note Records.

## Kompozicije
Na albumu se opazi močan vpliv Johna Coltrana, od katerega se je Shorter učil kot dodiplomski študent. Coltranov slog se odraža tako v izvedbi kot v kompozicijah: Shorterjeva barva je precej ostra, njegove fraze pa dolge in ohlapne, kar ni značilno za njegova kasnejša dela. »Yes or No« harmonsko spominja na Coltranovo kompozicijo »Moment's Notice« z njegovega albuna Blue Train, »House of Jade« pa je, tako kot nekatere kasnejše Shorterjeve balade (»Infant Eyes« z albuma Speak No Evil), po melodiji in strukturi podobna kompoziciji »Naima«. Coltranov vpliv se vidi tudi pri snemalni zasedbi, ki je bila sestavljena podobno kot Coltranov klasični kvartet: McCoy Tyner za klavirjem, Elvin Jones za bobni in Reggie Workman na basu. Ista ritem sekcija je leta 1961 posnela Coltranov album Africa/Brass. Do naslednjega Shorterjevega albuma, Speak No Evil, ki je bil posnet konec leta 1964, so postale njegove fraze krajše, mehkejše in bolj zaokrožene. Do teh sprememb je prišlo pod vplivom Sonnyja Rollinsa in Milesa Davisa, pri katerem je Shorter takrat igral, Tynerja pa je v Shorterjevi ritem sekciji zamenjal Herbie Hancock.
Avtor originalnih notranjih opomb albuma JuJu, Nat Hentoff, ni nikjer omenil Coltrana, omenil ni niti njegovega sodelovanja s Shorterjem. Bob Blumenthal, ki je prispeval notranje opombe v novejši izdaji albuma, pa je navedel, da je Hentoff verjetno namerno opustil Coltranovo omembo.
Večina kompozicij z albuma vsebuje A sekcijo iz 4 do 16 taktov, v kateri zasedba ponavlja enega ali dva akorda, sledi pa B sekcija, ki vsebuje več kompleksnih modulacij. To je Shorterju omogočilo, da je pri vsaki skladbi uporabil le eno ali dve lestvici, s čimer je ohranil modalni jazz Coltranovega modernejšega dela brez opuščanja harmonske kompleksnosti lastnega komponiranja.

## Seznam skladb
Avtor vseh skladb je Wayne Shorter.
| Št. | Naslov                   | Dolžina |
| --- | ------------------------ | ------- |
| 1.  | „JuJu‟                   | 8:30    |
| 2.  | „Deluge‟                 | 6:49    |
| 3.  | „House of Jade‟          | 6:49    |
| 4.  | „Mahjong‟                | 7:39    |
| 5.  | „Yes or No‟              | 6:34    |
| 6.  | „Twelve More Bars to Go‟ | 5:26    |

| Alternativna posnetka na ponovni izdaji | Alternativna posnetka na ponovni izdaji | Alternativna posnetka na ponovni izdaji |
| Št.                                     | Naslov                                  | Dolžina                                 |
| --------------------------------------- | --------------------------------------- | --------------------------------------- |
| 7.                                      | „JuJu‟                                  | 7:48                                    |
| 8.                                      | „House of Jade‟                         | 6:37                                    |

## Zasedba
- Wayne Shorter – tenorski saksofon
- McCoy Tyner – klavir
- Reggie Workman – bas
- Elvin Jones – bobni